# Juan Antonio Turiel Furones
Juan Antonio Turiel Furones (n. Micereces de Tera, 2 de mayo de 1913 - 1 de enero de 1976) fue un político español.

## Biografía
Nació en la localidad zamorana de Micereces de Tera el 2 de mayo de 1913. Fue militante del Partido Socialista Obrero Español (PSOE). Tras el estallido de la Guerra civil se unió a las fuerzas republicanas, llegando a formar parte del comisariado político del Ejército Popular de la República. En calidad de tal, durante el transcurso de la contienda ejercería como comisario de las brigadas mixtas 57.ª y 151.ª, viendo acción en los frentes del Centro y Aragón.
Hacia el final de la guerra civil pasó al exilio en Francia, a pocos meses del estallido de la Segunda Guerra Mundial. En agosto de 1944 fue detenido por los nazis en Compiègne y deportado al campo de concentración de Dachau. Al final de la contienda sería liberado, junto a otros internos españoles.
Permaneció en Francia hasta su fallecimiento. Mantuvo correspondencia con su hija, Mercedes, nacida en España. Aquella correspondencia fue mecanografiada y encuadernada suponiendo unas 400 hojas que relatan la vivencia durante la guerra civil, la Resistencia, el motín de Eysses, la deportación a Dachau con el paso por subcampos de Landsberg, la liberación en Allach tras una marcha de la muerte y el proceso de repatriación. El manuscrito, único ejemplar, fue entregado por la hija al profesor de Historia de la UNED, Juan Pedro Rodríguez, por ser sobrino del deportado Isidro Sánchez, liberado en Allach junto a Turiel.